# Nepidae
Nepidae este o familie de insecte din ordinul Hemiptera. Aceștia sunt numiți de obicei scorpioni de apă, deoarece superficial se aseamănă cu scorpionii. Picioarele anterioare au aspectul unor membrele prehensile adaptate pentru apucarea prăzii. În plus abdomenul se termină cu un apendice alungit ce imită coada. Familia include 12 genurilor împărțite în două subfamilii: Nepinae și Ranatrinae. Corpul și picioaele reprezentanților subamilie Ranatrinae este extrem de îngustate. În general corpul este aplatizat, turit dorso – ventral. Capul este relativ, mare, acoperit în mare parte de regiunea naterioară a toracelui. Traheile se deschid lângă apendicele caudal. La larve traheile se deschid prin 6 perechi de stigme. 

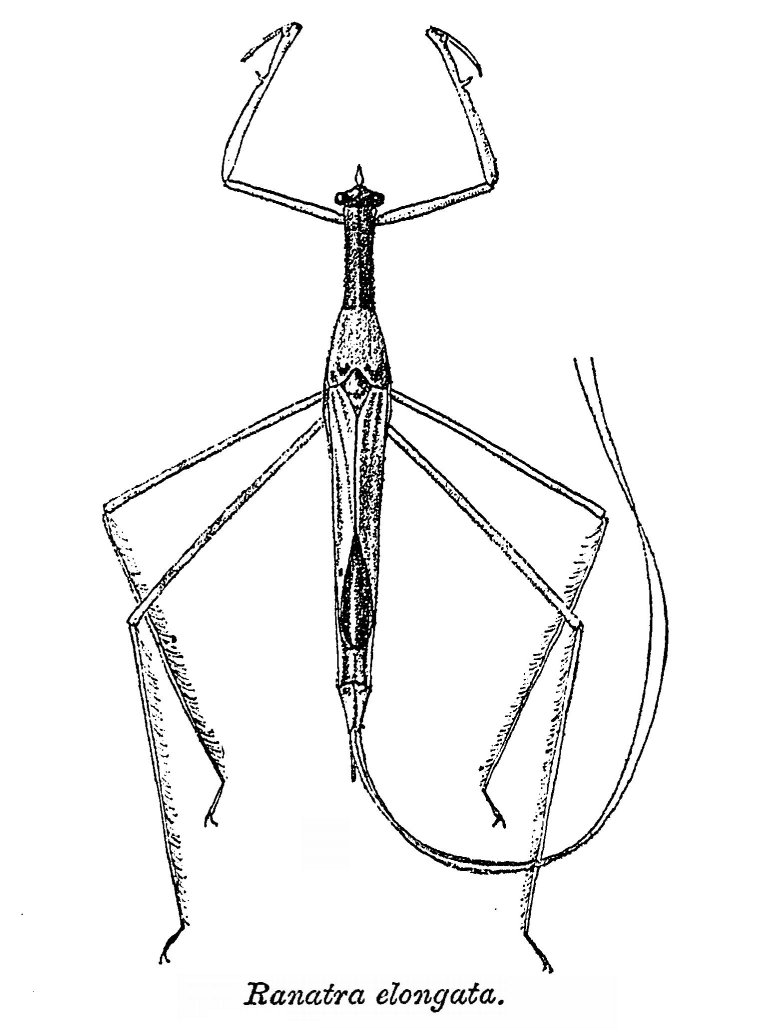
Ranatra elongata

Ouăle sunt depuse deasupra nivelului apei, în mâl și resturi vegetale. 

Scorpionii de apă se hrănesc cu diferite curstacee, late insecte, larve, rareori cu mormoloci sau pești mici. 